# Albany (Kalifornien)
Albany ist eine Stadt im US-Bundesstaat Kalifornien mit 20.271 Einwohnern (Stand: 2020).
Das Stadtgebiet umfasst eine Fläche von 14,1 Quadratkilometern. Die 1908 gegründete  Stadt liegt im nordwestlichen Zipfel des Alameda Countys an der Ostküste der San Francisco Bay zwischen Berkeley im Süden und Richmond im Norden. Sie ist Teil der Metropolregion San Francisco Bay Area.

## Demographie

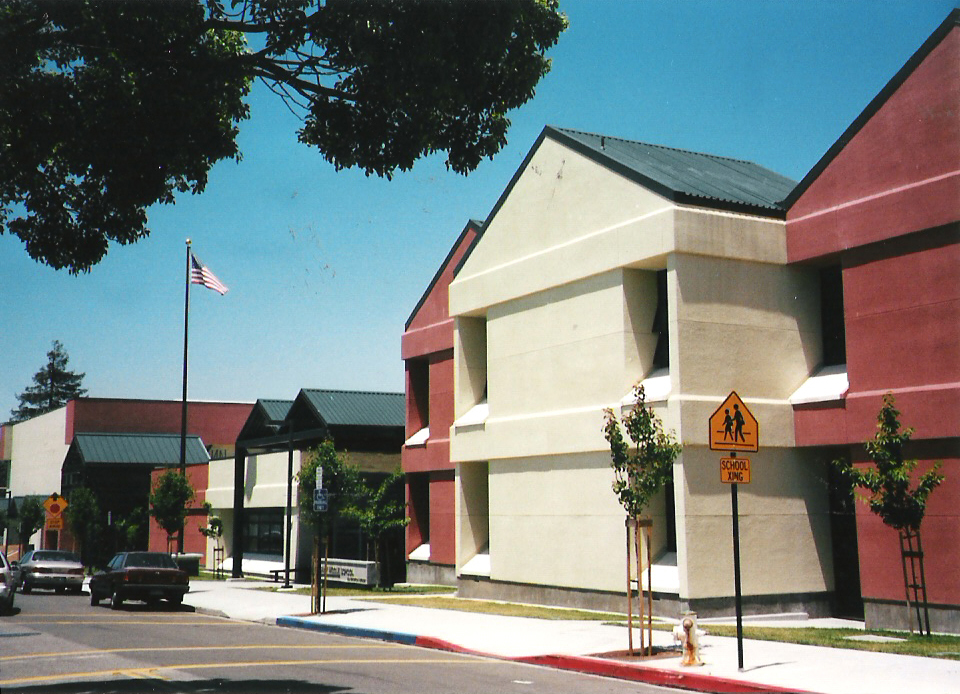
Albany Middle School

Laut der Volkszählung 2010 verteilten sich die 18.539 Einwohner auf 7401 Haushalte. Die Bevölkerungsdichte lag bei 4213,4 Einw./km². 54,6 % bezeichneten sich als Weiße, 3,5 % als Afroamerikaner, 0,5 % als Indianer, 31,2 % als Asian Americans, 3,3 % gaben die Angehörigkeit zu einer anderen Ethnie und 6,7 % zu mehreren Ethnien an. 10,2 % der Bevölkerung bestand aus Hispanics oder Latinos.
Im Jahr 2010 lebten in 39,3 % aller Haushalte Kinder unter 18 Jahren sowie 19,6 % aller Haushalte Personen mit mindestens 65 Jahren. 67,3 % der Haushalte waren Familienhaushalte (bestehend aus verheirateten Paaren mit oder ohne Nachkommen bzw. einem Elternteil mit Nachkomme). Die durchschnittliche Größe eines Haushalts lag bei 2,49 Personen und die durchschnittliche Familiengröße bei 3,00 Personen.
26,5 % der Bevölkerung waren jünger als 20 Jahre, 29 % waren 20 bis 39 Jahre alt, 28,8 % waren 40 bis 59 Jahre alt und 15,9 % waren mindestens 60 Jahre alt. Das mittlere Alter betrug 37 Jahre. 47,6 % der Bevölkerung waren männlich und 52,4 % weiblich.
Der Median des Einkommens je Haushalt lag 2017 bei 87.694 US-Dollar. 9,6 % der Bevölkerung lebten unterhalb der Armutsgrenze.

## Söhne und Töchter der Stadt
- Matt Freeman (* 1966), Bassist der Punkband Rancid
- Walter De Maria (1935–2013), Künstler